# 7199 Brianza
A 7199 Brianza (ideiglenes jelöléssel 1994 FR) a Naprendszer kisbolygóövében található aszteroida. Marco Cavagna és Valter Giuliani fedezte fel 1994. március 28-án.